# カルトジオ会
カルトジオ会 (カルトジオかい、ラテン語：Ordo Cartusiensis)、またはカルトゥジア会 (カルトゥジアかい) はカトリック教会に属す修道会で、ケルンのブルーノを創始者として11世紀フランスに発生した、21世紀においても現役の修道会である。日本語表記では左記のように揺れがあるが、本項ではバチカン放送局の日本語版の表記にならいカルトジオ会で統一する。
カルトジオ会の修道士はシャルトリュー (Chartreux)、英語ではカルトジアン (Cartusian, W:Carthusians)、イタリア語ではチェルトジノ (Certosino)と呼ばれる。

## 沿革
11世紀、ヨーロッパでは全盛期を迎えたクリュニー修道院をはじめ、多くの修道院は大修道院となっていた。それらの大修道院では不正や聖職者の妻帯が横行し、その生活は俗事に染まっていた。11世紀半ば、このような状況を改善するために、レオ9世やグレゴリウス7世によりグレゴリウス改革が始められた。グレゴリウス改革とは、世俗権力に従属していた諸教会をローマ教皇を中心とする教会組織のもとに編成しなおし、新しい教会の秩序を作り出す運動であった。俗事に染まった生活に嫌気がさしていた多数の修道士はこの運動を契機に、修道院での共住生活から、各自の内面的な神を求めて生きる観想的生活に移行した。そうした人々は砂漠の隠修士を手本にし、人々から離れて孤独な生活を送れる場所を探し求めた。ケルンのブルーノも隠修士に魅せられた人物のひとりである。
1081年ケルンのブルーノはランスでそれまでに築いた地位を捨て、修道生活を追い求めて遍歴をはじめた。後にシトー会の創設者となるモレームのロベールが院長をしていたモレーム修道院を皮切りに幾つかの修道院に滞在、あるいは設立したが納得できず、最終的にシャルトリューズ山系の人も通わぬ山奥に6人の仲間とともにたどり着いた。そして1084年、その標高1000メートルほどの奥地にグランド・シャルトルーズを創建した。これは当時2つの修道院からなり、1つは聖職者修道士のための、他方は信徒修道士のための修道院であった（現存しているのは信徒修道士用のほうであるが、改築を繰り返したため当時の面影は残っていない）。 やがてブルーノは紆余曲折の末この修道院から離れざるを得ず、そして終生もどることはなかった。
1140年ごろ、7代グランド・シャルトルーズ修道院長アンテルムスにより、第一回全カルトジオ会修道院総会がグランド・シャルトルーズで開催された。ここでは、これまで独立していた各カルトジオ修道院は総会とその総長の中央統治の下、ひとつの修道会を形成する方針が決議された。1156年、8代修道院長バジリウス主催の総会において、総会は毎年開催れることと、グランド・シャルトルーズ修道院長が総長職を兼務することが決議された。これにより、総会と総長が一定の修道規則に基づき、全カルトジオ会修道院と修道士を指導するという霊的中央統治の制度が確立されたのである。修道会規則が教皇アレクサンデル3世による教皇勅書で認可されたのは1164年であり、全カルトジオ会が認可され、教皇直属になったのは1176年のことである。。
ケルンのブルーノは勢力の拡大には興味がなかった（むしろ修道会という組織に興味がなかった）ようで、死の間際に至っても多くの修道院を設立することを許可しなかった。同時期に創立されたシトー会が12-13世紀を通じて急速に拡大したのと対照的に、カルトジオ会は1200年ごろにおいてもフランスを中心に37の修道院を持つに過ぎなかった。しかしその後、神秘主義が流行した14-15世紀には盛り上がりを見せ全西欧に展開し、195の修道院を持つまでに至った。隠棲を旨とするカルトジオ会の修道士も、続く16世紀の宗教改革の時代には抗争に巻き込まれ多くの殉教者は出したがそれゆえに共感を得、18世紀初頭には295の修道院を持っていた。一方18世紀、啓蒙主義の時代に入ると批判と攻撃にさらされ、例えばオーストリアのヨーゼフ2世は域内全ての修道院を廃止した。またフランス革命やその動乱によりフランス内の75の修道院のうち66の修道院が消滅し、修道士の多くがフランスから追放された。20世紀中ごろにはヨーロッパ全域で修道院数は19にまで減少していた。

## 基本理念
カルトジオ会は、「神は完全な孤独において求められるべし」という理念のもと、「隠生における神との神秘的一致」を究極的な理想とする。彼らカルトジオ会士は俗世を放棄し、隠住と沈黙において神を観想する。隠住と沈黙だけでなく、禁欲、断食、独身制などといった内面性に有益な行動も、その観想生活に資するとして実践されている。これらの思想は本質的には、東方キリスト教のヘシカズムに立脚している。とはいえ、カルトジオ会は東方キリスト教の隠修士的な生活のみを追求したのではない。その修道生活の指針を示した「シャルトルーズ修道院習慣規則」は、砂漠における孤高の生活という東方キリスト教の伝統を実生活の中で実践するという目標の下規定されたものである。要するに、彼らは東方キリスト教的隠修士生活と共住生活を融合しようとしたのだ。彼らは祈りと労働、聖書・教父著作の研究と筆写に従事しながら、隠修士的生活と修道家族的共住生活との一致の中に神を観想することへの道を開拓したのであった。
その歴史の中でカルトジオ会の思想と生活像は、「シャルトルーズ修道院習慣規則」を記した5代グランド・シャルトルーズ修道院長グィーゴー（1世）以降ほとんど変化することがなかった。毎年開催される総会による刷新により、カルトジオ会の霊性の連続性が堅持され、沈黙と隠住における神の観想が追求されたのである。また、他の大修道会と比べて修道院の総数が少なく、総会の巡察により規則と管理が行き届いていたことも、その連続性の一因だと考えられる。「カルトジオ会は一度も改革されたことはない。何故ならば、一度も歪められたことがないからである」という文章の示す通り、その基本的な理念は現在も大きく変わることなく息づいている。

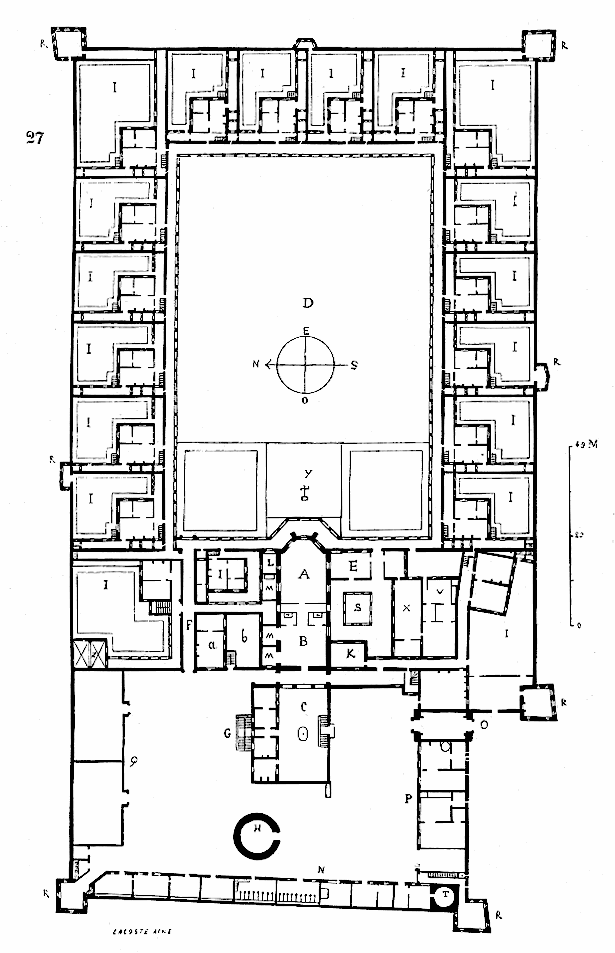
カルトジオ会修道院の平面図

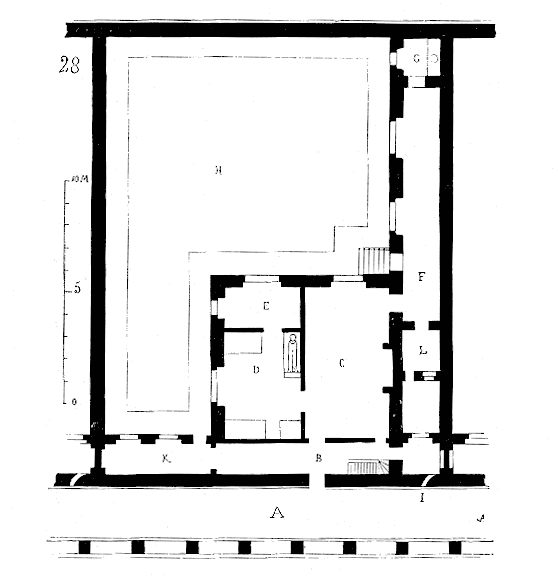
修道士の個室

## 生活とその特質
ブルーノ自体は戒律を文書として残していなかったが、カルトジオ会はシャルトルーズの5代修道院長、グィーゴー（1世）が1124 - 28年に著した 「シャルトルーズ修道院習慣規則」を基本規則としている。これはその序文によればヒエロニムスや聖ベネディクトゥスの伝統を受け継いでいるとしている。一方で聖ベネディクトゥスの戒律を元にその厳守を旨としたシトー会と比して、「着想は得ても、それにこだわることはなかった」とも評される。
その実際の修道生活は「シャルトルーズ修道院習慣規則」が示したように、隠修士が山奥でソロ活動をする東方の伝統と、西方の修道院でみられる集団生活の、言わばハイブリッドである。具体的にどのような生活をしていたかは、まず右の「カルトジオ会修道院の平面図」を参照されたい。これはかつてあったシャルトルーズ・ド・クレルモン修道院の、1850年代の復元作業において作成された図面であるが、図の上のほう、方位を示す記号のある D の部分が中庭とそれを囲む回廊で、その周囲に同じような形をした I で示された18個の部屋があるのが確認できる（回廊左下の隅の1つとその右にある、他の部屋と比べて小さいのをあわせて18個）。これらが修道士の個室である。 個室で寝起きするという生活は、例えばシトー会のように大寝室で雑魚寝する、ベネディクト会系の西方修道院との違いである。
次にその下の「修道士の個室」と題された図を参照されたい。これは先述の個室をズームアップしたものである。左上の一番広い箇所 H は個室内に設えられた中庭で、周囲は壁に囲まれており外は見えない。 A は外の回廊の歩廊である。これらに囲まれた居住スペースに修道士は寝起きした。 日課はまず夜11時から未明の2時3時に始まる。まず個室において祈りを捧げ、その後は修道院の教会堂で共同で祈る。共同で祈る際も、終わったらすぐ個室にもどり、無駄話は一切してはならない。それぞれの祈りの合間には庭仕事、写本、酪農といった仕事も行った。就寝時間は夜7時である。 
このように「孤独」を追求できるような環境が整えられており、例えば個室図でいう回廊(A)から中庭(H)に行ける B の通路でさえも、個室の主以外は修道院長しか立ち入ることはできなかった。ちなみに個室図において、回廊(A)から個室内部に向けて I で示される小さな穴が開いているが、これは主食のパンや、中庭(H)でとれない添菜を助修士が修道士と会わずに差し入れるための穴である。 食事も基本的に個室で、唯一会話ができるのは日曜日と祝日と集会のわずかな時間のみ、という生活であった。また、カルトジオ会は民衆への説教や、伝道といったことも一切していなかったので、完全に修道院の決められた区画に引きこもる生活を規定されていた。教会堂の前庭にも、日々通る回廊の中庭にすら出ることはなかった。この生活は15世紀まで保たれ、それ以降は若干の散策が許されるようにはなったがそれでも修道院の外へ出ることはなかった。
以上のように禁欲的な修道生活の日常を死ぬまで過ごし、建築や芸術においても「ただ十字架だけ」といった性質がゆえに、建築史の対象とはならなかったが、例外も有る。14世紀以降は貴族がパトロンとなり、数多くの芸術作品で飾られた修道院も存在した。一例としてミラノ公国のヴィスコンティ家やその後のスフォルツァ家に援助を受けたパヴィアのカルトジオ会修道院がある。フランスのシャンモル修道院もそうした修道院の一例であり、これは14世紀にブルゴーニュ公の墓所とすべく建設された修道院であったが、フランス革命で当時67あったフランス各地のカルトジオ会修道院ともども破壊された。
労働では特に聖書や教父の著作の研究や筆写が堅持されており、カルトジオ会修道院図書館は、中世において優れた図書館だとみなされていた。それらの活動は近代ヨーロッパの書籍印刷文化に大きく貢献した。

## 修道院の例
カルトジオ会の修道院は最初の修道院、シャルトルーズにちなんで 、英語ではチャーターハウス (Charterhouse) 、イタリア語ではチェルトザ (Certosa)と呼ばれた。本節では修道院の例を挙げる。
- グランド・シャルトルーズ
- パドゥーラ修道院
- シャンモル修道院
- ブクスハイム修道院